# 香取神社 (幸手市平須賀)
香取神社（かとりじんじゃ）は、埼玉県幸手市の神社。

## 歴史
1575年（天正3年）に創建された。当社の別当寺だった「満願寺」の住職秀覚が、ある晩「七社の神祇を勧請すべし」という霊夢を見たことから7柱の神を祀ったのが当社の起源である。しかし、現在の祭神は経津主命の1柱だけであり、なぜ残りの6柱の神が削られたのかは、その時期も含めて不明である。満願寺は当社の南隣にある宝聖寺を本寺とする真言宗の寺院であったが、明治初期の神仏分離により、廃寺に追い込まれた。満願寺の跡地は後に埼玉県立幸手高等学校の敷地となり、現在は日本保健医療大学幸手南キャンパスの一部となっている。
1872年（明治5年）、近代社格制度に基づく「村社」に列せられた。

## 交通アクセス
- 杉戸高野台駅より徒歩30分。